# Egidio Sernicoli
Egidio Sernicoli o padre Ægidius de Mathelica OSB (Matelica, 1525 – Montescaglioso, 1590) è stato un abate italiano di Montecassino e padre generale dell'ordine benedettino.

## Biografia
Appartenente alla nobile famiglia matelicese dei Sernicoli (estinta nel XVII secolo), entrò  nella comunità dei benedettini dell'abbazia di San Michele Arcangelo di Montescaglioso nel 1545. Dimostrò presto personalità di raro talento, fu professore di matematica e dottore in teologia.
Venne eletto abate della comunità di Montescaglioso nel 1575.
Fu anche abate del prestigioso monastero di San Procolo in Bologna (aprile 1579 - gennaio 1582): durante la sua permanenza a Bologna fu uno dei protagonisti di un celebre sinodo, voluto dal cardinale Gabriele Paleotti ("Discorso intorno alle imagini sacre e profane"). Inoltre mise in pratica le sue conoscenze di matematica per realizzare nel 1580 un orologio solare nel campanile del monastero.
Divenne poi padre generale dell'ordine: fu abate di Montecassino dal maggio 1587 al maggio 1589. Ottenne da papa Sisto V un fondamentale diploma per la riconferma dei privilegi di Montecassino.
Ritornò poi a Montescaglioso, dove morì nel 1590.
A Matelica, località dove era molto amato dalla gente per la sua generosità, è conservato un suo ritratto nella pinacoteca comunale G. Fidanza (già nel palazzo comunale).